# Francis Chan (Bischof)
Francis Chan (* 25. Juli 1913 in Singapur; † 20. Dezember 1967) war ein singapurischer Geistlicher und römisch-katholischer Bischof von Penang.

## Leben
Francis Chan empfing am 4. Dezember 1939 das Sakrament der Priesterweihe.
Papst Pius XII. ernannte ihn am 25. Februar 1955 zum ersten Bischof des mit gleichem Datum errichteten Bistums Penang. Die Bischofsweihe spendete ihm der Internuntius in Indien, Erzbischof Martin Lucas SVD, am 28. August desselben Jahres. Mitkonsekratoren waren Victor Bazin MEP, Erzbischof von Rangun, und Louis-August Chorin MEP, Apostolischer Vikar von Bangkok.
Er nahm an den ersten drei Sitzungsperioden des Zweiten Vatikanischen Konzils als Konzilsvater teil.